# 王茂荫宅
王茂荫宅（天官第）是一座清代徽派民居，王茂荫的晚年故居，位于安徽省歙县雄村镇朱村义成街中部，占地约400平方米，三栋相连。
嘉庆三年（1798年），王茂荫生于歙县杞梓里村，多次乡试不第，33岁只身离乡前往北京通州经营森盛茶庄。次年（1831），王茂荫应顺天府乡试中举人，再次年又中进士，此后三十年一直担任京官，官至吏部右侍郎，只身寄居宣武门外大街北京歙县会馆。1860年前后，清军与太平军在杞梓里激战，王茂荫祖居在战乱中成为焦土废墟，家人流离失所，四处逃难。继母吴太夫人在江西吴城镇客死他乡后，同治四年（1865）二月，王茂荫扶继母灵柩回籍安葬，四月葬母之后，因已无栖身之所，于是辗转至雄村义成购得朱姓商人宅第，修葺后命名为“天官第”。匾额为李鸿章手书。两个月后（农历六月廿二，公历8月13日），王茂荫在天官第病故。
2019年，王茂荫宅列为第八批安徽省文物保护单位。